# Barbacenia caricina
Barbacenia caricina är en enhjärtbladig växtart som beskrevs av Goethart och Johannes Jan Theodoor Henrard. Barbacenia caricina ingår i släktet Barbacenia och familjen Velloziaceae. Inga underarter finns listade.